# 牧地山黧豆
牧地山黧豆（学名：Lathyrus pratensis），为豆科山黧豆属下的一个植物种。